# Bengal (Katzenrasse)
Die Bengalkatze (englisch bengal oder bengal cat; alte deutsche Bezeichnung auch Leopardette) ist eine Rassekatze, die aus der Kreuzung der asiatischen Leopardkatze (Prionailurus bengalensis, auch Bengalkatze genannt) – einer Wildkatze – mit einer kurzhaarigen Hauskatze hervorging. Damit gehört die Bengalkatze zu den Hybriden.

## Herkunft
Die Genetikerin Jean Mill (damals hieß sie noch Jean Sugden) verpaarte 1963 eine weibliche asiatische Leopardkatze (Prionailurus bengalensis) mit einem schwarzen Hauskater, um die getupfte Fellzeichnung und den geschmeidigen Körperbau der Wildkatze mit den Charaktereigenschaften der Hauskatze zu verbinden. Die zweite Generation (F2) bestand aus der Rückkreuzung eines Weibchens der ersten Kreuzungsgeneration (F1) mit dem Vatertier. Dieses Zuchtprojekt unterbrach sie nach dem Tod ihres Ehemanns. Erst 1972 führte Sugden die Zucht weiter, als sie von Willard Centerwall, einem Genetiker an der Universität von Kalifornien, acht weibliche Hybriden übernahm. Während der Erforschung der Krankheit Feline Leukose (FeLV) kreuzte auch er asiatische Leopardkatzen (Prionailurus bengalensis) mit domestizierten kurzhaarigen Hauskatzen.

## Wesen
Die heutige Bengal wird ausschließlich reinerbig gezüchtet, das heißt die Tiere dürfen nur untereinander verpaart werden. Bei der Entstehung der Rasse wurden allerdings auch andere Rassen wie Ägyptische Mau, Abessinier, getupfte Orientalisch Kurzhaar und American Shorthair eingepaart. Bengalen sind bis ins hohe Alter extrem verspielt und aktiv. Sie sind sehr neugierig und in der Lage, Gegenstände zu apportieren. Bedingt durch ihr intelligentes Wesen und ihre Aktivität benötigt diese Katzenrasse viel Beschäftigung, da sie sonst zu Verhaltensauffälligkeiten neigen könnte. Sie unterhält sich sehr gerne mit ihren Menschen, sei dies nun mit fast aufdringlichem Schmusen und Schnurren oder auch stimmlich durch Gurren und Miauen. In ihrer Art erinnert sie teilweise an einen kleinen Hund, der seinem Menschen durch die ganze Wohnung folgt. Bengalen haben eine enorme Sprungkraft und viele lieben das Wasser; beides ist ein Erbe ihres wilden Verwandten, der asiatischen Bengalkatze (Prionailurus bengalensis).

## Fellzeichnungen
Erlaubte Farben sind Black (brown) tabbies, Seal points (snow, sepia, mink), Silber und Blau. Durch Einkreuzungen verschiedenster Rassen in den jungen Jahren der Bengal wurden auch rezessive Gene mitgegeben, die wie folgt zum Tragen kommen: Blue (blau); Melanistic (schwarze Bengal, deren Zeichnung nur im Sonnenlicht erkennbar ist); Charcoal (rein schwarze Zeichnung auf eher grauem Untergrund); Langhaar – es gibt Bestrebungen, die langhaarige Variante der Bengalen Cashmere Bengalen anerkennen zu lassen. Einige unabhängige Vereine haben sie schon als neue Rasse anerkannt – Pardinos.
Es liegt in der Verantwortung jedes Züchters, nicht anerkannte Farb- und Haarvarianten, aufgrund rezessiver Gene – falls bekannt – anzugeben, vor allem falls ein Tier in die Zucht verkauft werden soll, damit der künftige Eigentümer ggf. seinen Zuchtplan anpassen kann.
Bei den Zeichnungen (Tabby) gibt es nur zwei Grundmuster: marbled und spotted. Genetisch gesehen ist marbled das von der Hauskatze bekannte gestromt (classic oder blotched). Marble wird rezessiv vererbt. Die Zeichnung sollte so wenig wie möglich an eine Hauskatze erinnern.
Spotted kommt in verschiedenen Ausprägungen vor, mit einfarbigen Tupfen, was spotted ja eigentlich bedeutet, oder mit zweifarbigen Tupfen, was dann als rosetted bezeichnet wird. Eine Streifenzeichnung wie bei der getigerten (mackerel) Hauskatze ist zumindest unerwünscht, wenn es auf Ausstellungen nicht gar zur Disqualifizierung führt. Sparbled nennt man die Zeichnung des Fells, die weder marmoriert (marbled) noch getupft (rossetiert) ist. Dies ist jedoch keine anerkannte Varietät.

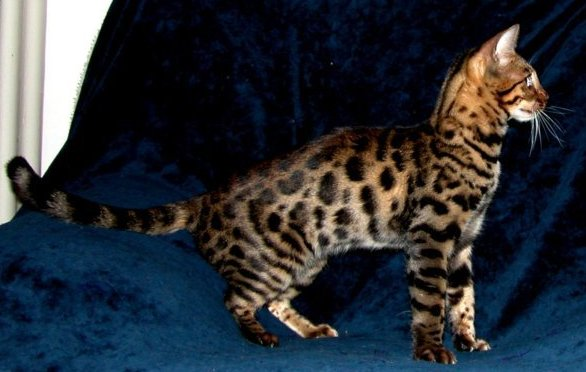
Black Tabby Spotted
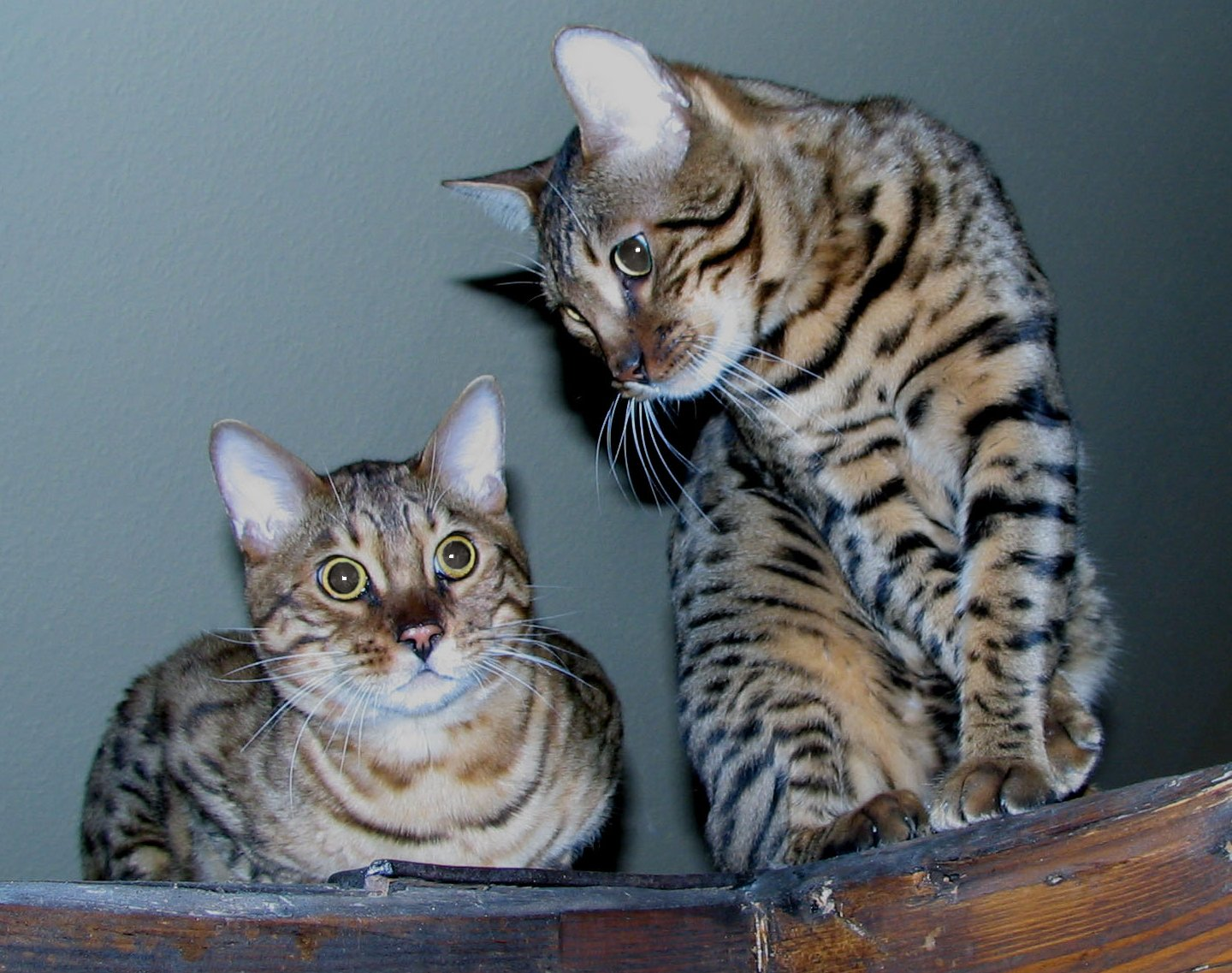
Zwei männliche Bengalkatzen
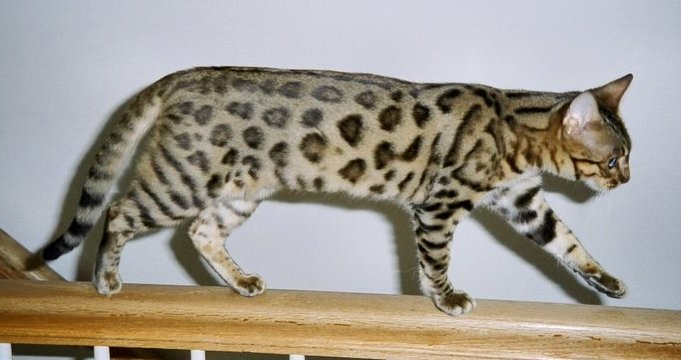
Rosetted Bengalkatze
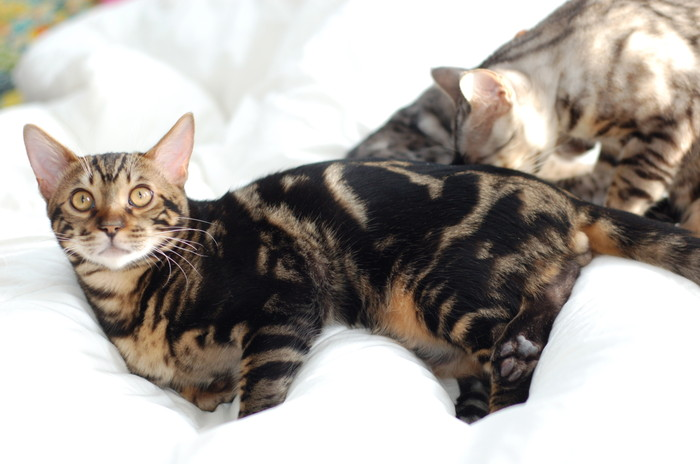
Marbled Bengal Kater
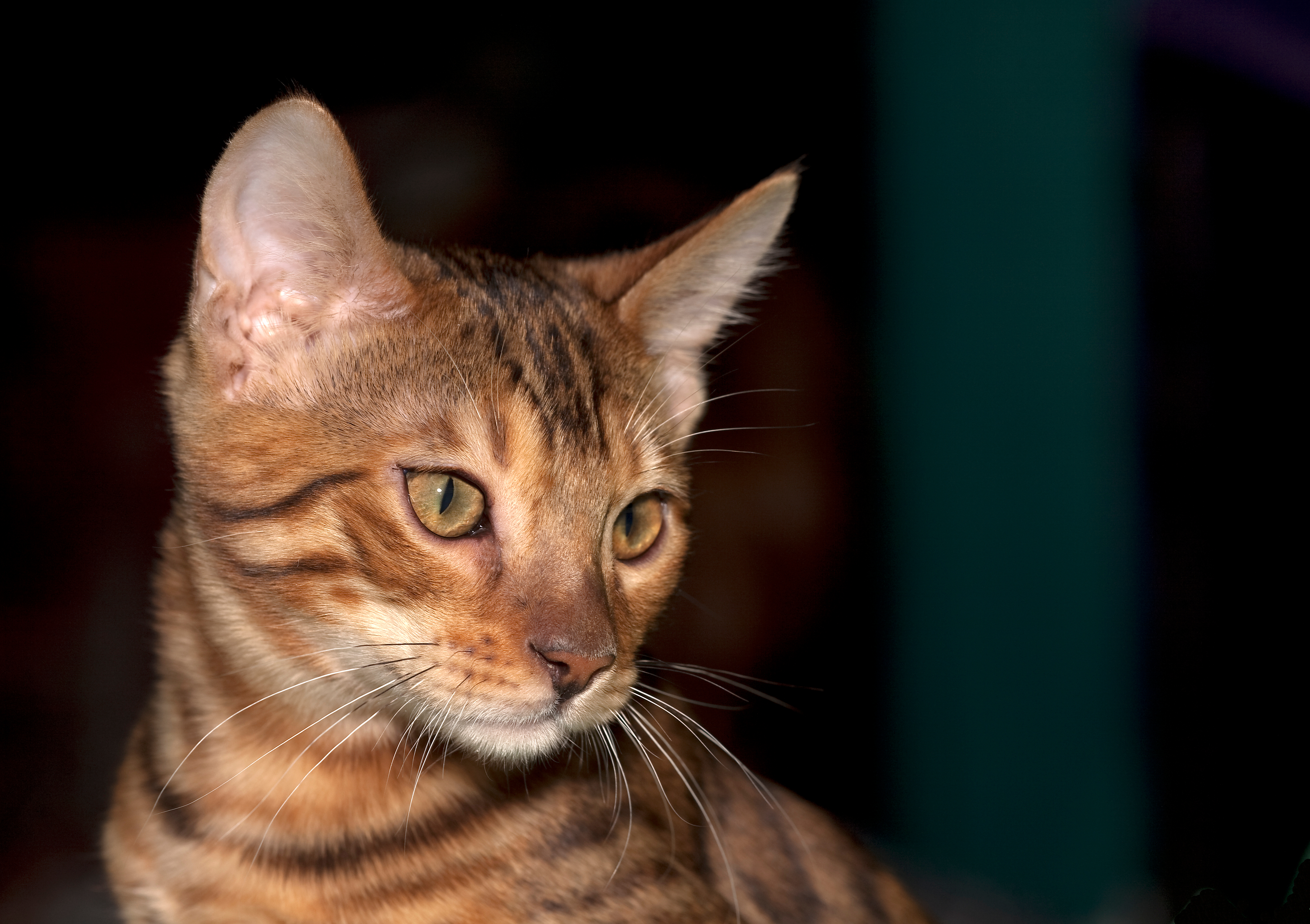
In Nahaufnahme
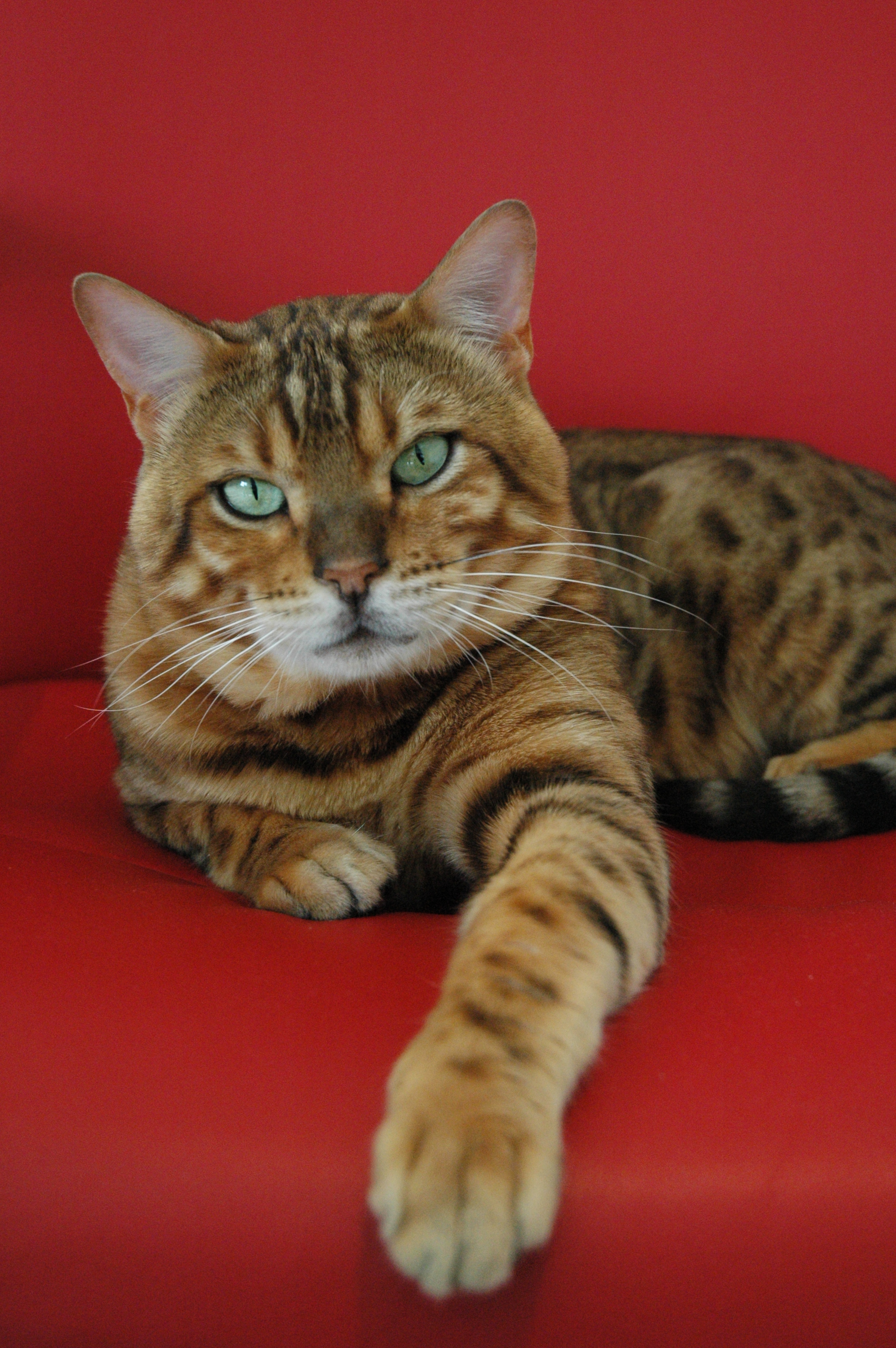
Markantes Gesicht eines dreijährigen Bengal-Katers (unkastriert)
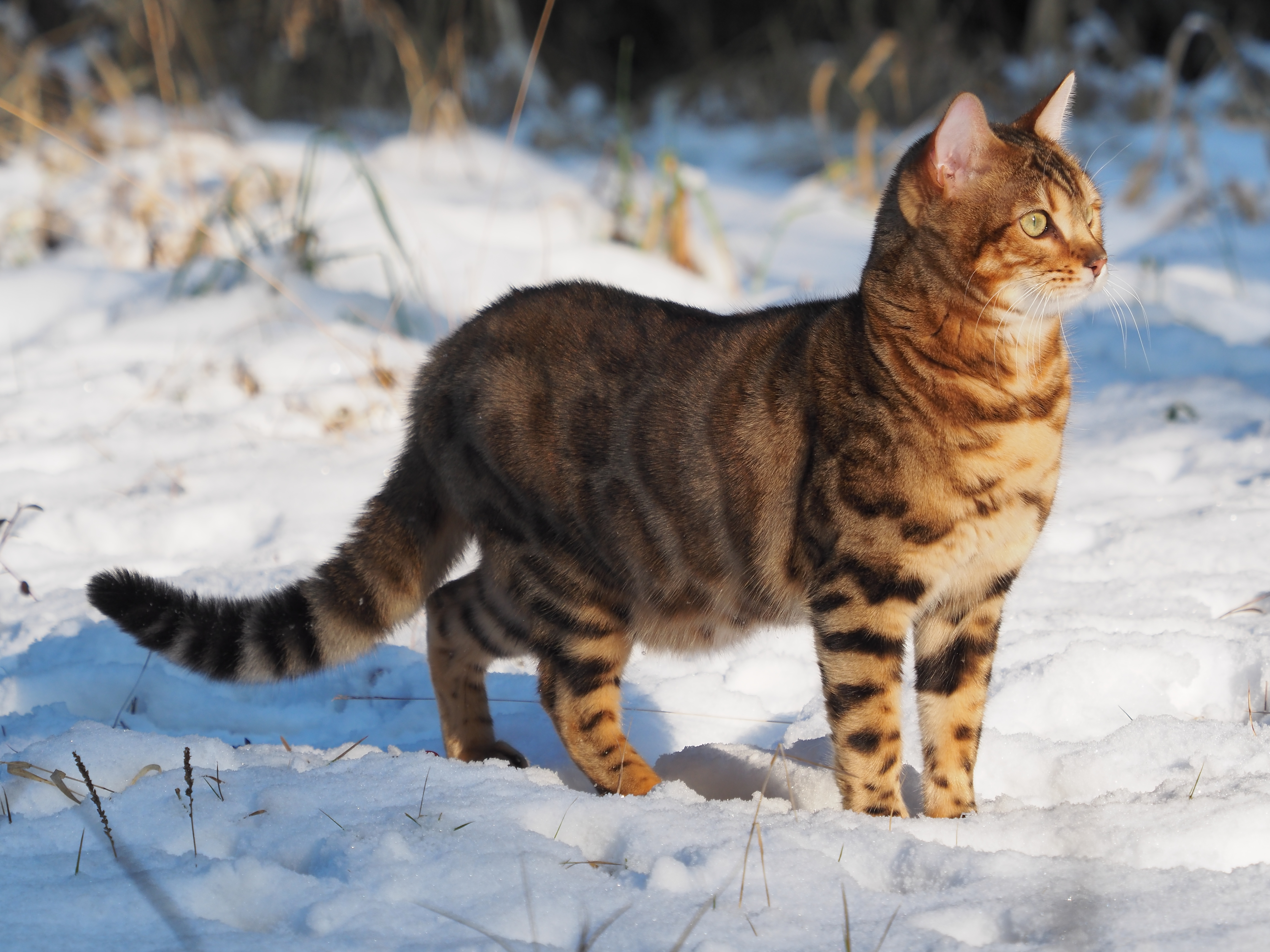
10 Monate alter Kater